# Marika Lehtimäki
Marika Johanna Lehtimäki (* 7. Februar 1975 in Tampere) ist eine ehemalige finnische Eishockeyspielerin. Sie spielte auf der Position des Centers. Auf Vereinsebene war sie für Ilves Tampere aktiv und gewann mit diesem Verein 1990, 1991, 1992 und 1993 die finnische Fraueneishockey-Meisterschaft.
Lehtimäki gehörte zu ersten Generation finnischer Nationalspielerinnen und vertrat ihr Heimatland bei einer Vielzahl von internationalen Wettbewerben. Dabei gewann sie drei Bronzemedaillen bei Weltmeisterschaften sowie drei Goldmedaillen und eine Bronzemedaille bei Europameisterschaften. Bei den Olympischen Winterspielen 1998 gewann sie mit der finnischen Nationalmannschaft die Bronzemedaille im olympischen Eishockeyturnier. Insgesamt absolvierte sie 83 Länderspiele für Finnland.

## Erfolge und Auszeichnungen
- 1990 Finnischer Meister mit Ilves Tampere
- 1991 Finnischer Meister mit Ilves Tampere
- 1992 Finnischer Meister mit Ilves Tampere
- 1993 Finnischer Meister mit Ilves Tampere

### International
| - 1990 Bronzemedaille bei der Weltmeisterschaft - 1991 Goldmedaille bei der Europameisterschaft - 1992 Bronzemedaille bei der Weltmeisterschaft - 1993 Goldmedaille bei der Europameisterschaft | - 1994 Bronzemedaille bei der Weltmeisterschaft - 1995 Goldmedaille bei der Europameisterschaft - 1996 Bronzemedaille bei der Europameisterschaft - 1998 Bronzemedaille bei den Olympischen Winterspielen |